# 大衛·彼得雷烏斯
大衛·豪厄爾·彼得雷烏斯（英語：David Howell Petraeus，1952年11月7日—），曾任美國陸軍四星上將與政府官員，曾任中央情報局局長，上任期間為2011年9月6日。在此之前，身為上將軍階的他，歷任多項重要軍職，最重要的任務是在2010年7月4日－2011年7月18日擔任美軍駐阿富汗部隊的總指揮官。2011年4月彼得雷烏斯獲歐巴馬總統提名出任中央情報局局長，參議院於6月27日通過任命。8月31日彼得雷烏斯卸下軍職，於9月6日宣誓就任，接掌中情局。

## 生平与軼事

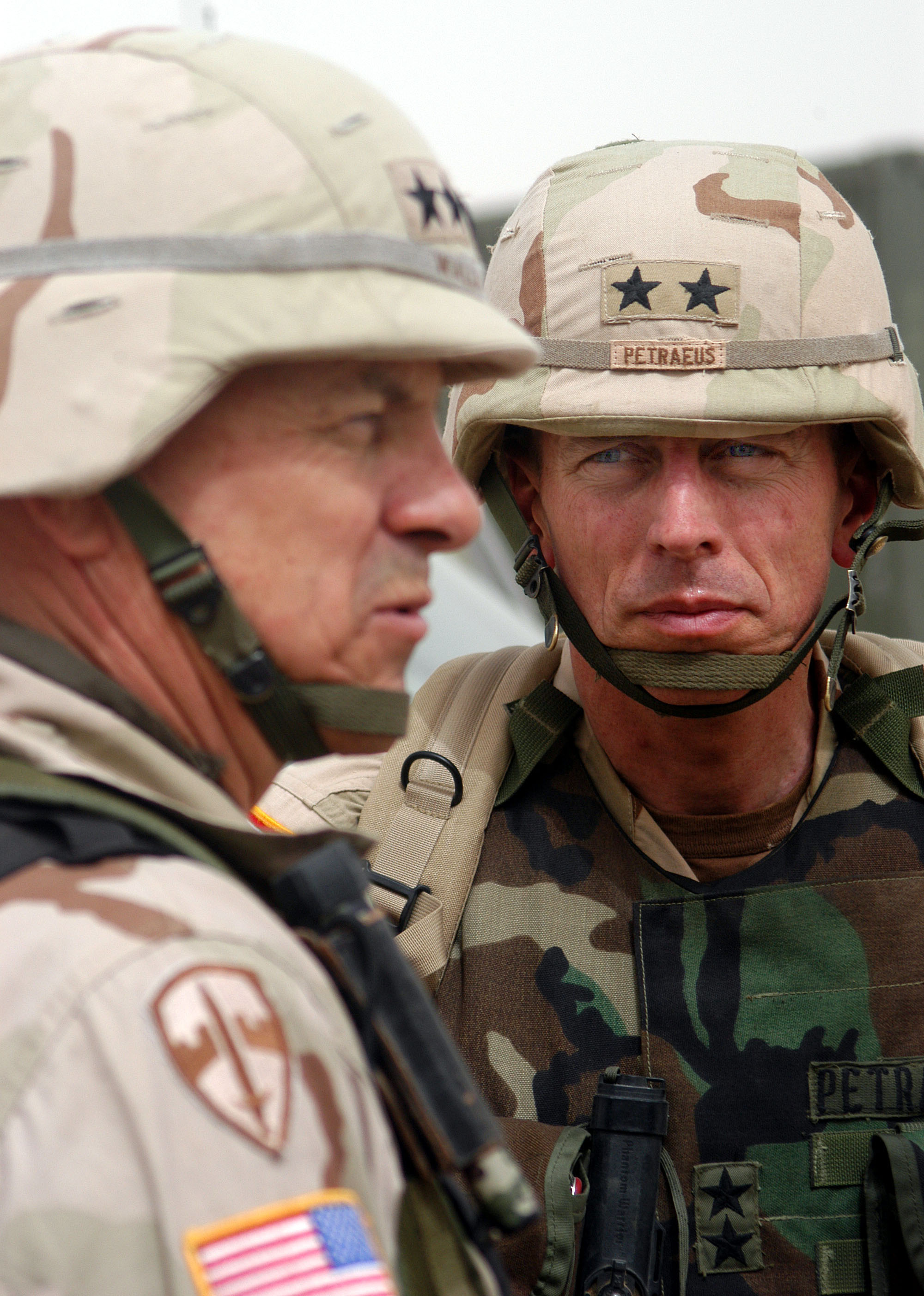
2003年在科威特美軍基地的裴卓斯少將（右）

彼得雷烏斯出生於美國紐約州，其父親Sixtus Petraeus為弗里斯蘭人，生於荷蘭，是一位船長。其母為美國白人，其外祖父在二次世界大戰後，由荷蘭移民美國。1970年，進入美國西點軍校，1974年畢業後成為美國陸軍少尉。
他曾是美军驻阿富汗司令。2012年11月9日，大衛·霍威爾·彼得雷烏斯宣布由于與作家寶拉·布羅維爾發生婚外情，而辞去中央情報局局長。是美國史上在任時間最短的中央情報局局長。

## 家庭
- 太太~霍莉Holly Petraeus：（1952年7月17日-）；霍莉的父亲威廉·诺尔顿William Allen Knowlton (June 19, 1920 – August 10, 2008) 是美军四星上将，西点军校的督导。

霍莉1974年與彼得雷烏斯結婚，夫婦育有1女1子。

## 連結
- CNN：Petraeus sworn in as CIA director（页面存档备份，存于） ，2011-09-07造訪
- 紐約時報 （页面存档备份，存于）
- 新唐人電視台：彼得雷烏斯移交阿富汗指揮權 （页面存档备份，存于）

| 政府职务             | 政府职务                     | 政府职务             |
| -------------------- | ---------------------------- | -------------------- |
| 前任者： 萊昂·帕內塔 | 中央情報局局長 2011年–2012年 | 繼任者： 約翰·布倫南 |